# Nuvol umbrosus
Nuvol umbrosus är en insektsart som beskrevs av Navás 1916. Nuvol umbrosus ingår i släktet Nuvol och familjen guldögonsländor. Inga underarter finns listade i Catalogue of Life.